# Basilios Fawzy Al-Dabe
Basilios Fawzy Al-Dabe (* 16. Dezember 1956 in Ägypten) ist ein ägyptischer Geistlicher und koptisch-katholischer Bischof von Minya.

## Leben
Basilios Fawzy Al-Dabe erwarb 1978 an der Universität Kairo einen Abschluss im Fach Kunst. Nach dem darauffolgenden Studium der Philosophie und Katholischen Theologie am Priesterseminar in Maadi empfing er am 28. März 1980 das Sakrament der Priesterweihe. Anschließend war Al-Dabe als Pfarrer in al-Minya tätig, bevor er 1983 Pfarrer in Maghagha wurde. Seit 1989 war er Pfarrer der Kathedrale in al-Minya und ab 1994 zudem Verantwortlicher für die katholischen Schulen in der Eparchie Minya.
Die Synode der Bischöfe der koptisch-katholischen Kirche wählte ihn zum Bischof von Sohag. Diese Wahl bestätigte Papst Franziskus am 14. Juni 2019. Der koptisch-katholische Patriarch von Alexandrien, Ibrahim Isaac Sidrak, spendete ihm am 4. August desselben Jahres die Bischofsweihe; Mitkonsekratoren waren der Bischof von Assiut, Kyrillos Kamal William Samaan OFM, der emeritierte Bischof von Sohag, Youssef Aboul-Kheir, der emeritierte Bischof von Ismayliah, Makarios Tewfik, der Bischof von Minya, Kamal Fahim Awad Boutros Hanna, der Bischof von Luxor, Emmanuel Bishay, der Bischof von Gizeh, Toma Adly Zaki, und der emeritierte koptisch-katholische Patriarch von Alexandrien, Antonios Kardinal Naguib.
Patriarch Ibrahim Isaac Sidrak ernannte ihn am 3. November 2020 im Einvernehmen mit der koptisch-katholischen Synode und nach Information des Apostolischen Stuhls zum Bischof von Minya. Die Amtseinführung fand zehn Tage später statt. Am 23. September 2022 bestellte ihn der koptisch-katholische Patriarch von Alexandrien, Ibrahim Isaac Sidrak, zudem zum Patriarchalen Administrator der Eparchie Al Qusia.